# Saab
Saab (OMX B SAAB B) era una empresa fundada a Suècia, el ram d'activitats inicial de la qual era la fabricació d'avions, principalment per fins militars. Més tard Saab adquirí una fàbrica de camions anomenada Scania AB i va fundar també Saab Automobile, un fabricant d'automòbils que acabà sent comprat per la General Motors Corporation al 1990.
El focus principal de Saab és la producció d'avions, principalment avions de caça, destacant recentment amb el JAS 39 Gripen, un dels caces més moderns del món.
El desenvolupament i la construcció dels aparells té lloc a Linköping.

## Història
La "Svenska Aeroplan AB (aktiebolag)" (en català "Societat Anònima Sueca d'Avions") (SAAB) va fundar-se l'any 1937 a Trollhättan, amb la fusió amb Svenska Aero AB (SAAB) i amb ASJA (1939)
de Linköping, l'oficina central es va desplaçar a Linköping.
A la fi dels anys 1950 Saab va introduir-se al mercat de la informàtica amb Datasaab. Es va crear la companyia per la necessitat de fer ordinadors prou petits com per ser introduïts en els avions com a equipament per a la navegació. Durant els anys 1960 s'hi van desenvolupar diversos ordinadors que es van vendre a diversos països europeus. Alguns d'ells foren utilitzats en la banca. L'ordinador de bord per avions (CK 37) va ser usat l'any 1971 en el Viggen. La companyia es va vendre l'any 1976 a UNIVAC, i Saab va mantenir el desenvolupament d'ordinadors per avions. El maig de 1965, el nom de la companyia es va canviar a Saab AB per reflectir la diversitat d'activitats.
L'any 1968 Saab AB es va fusionar amb la companyia fabricant de camions i autobusos Scania-Vabis, i va esdevenir Saab-Scania AB.
L'any 1990 General Motors va comprar el 51% de la divisió de cotxes Saab Automobile, i una dècada més tard va completar-ne la compra. En 2009, després de la fallida de la seva matriu, va ser posada a la venda.
El 26 de gener de 2010, General Motors anuncia la venda de Saab Cars al fabricant neerlandès de superesportius Spyker, bloquejant així el procés de desmantellament que s'havia anunciat les setmanes anteriors i desmentint les declaracions prèvies del president de General Motors afirmant el tancament de Saab.
El 8 de setembre de 2011, la divisió automobilística es va acollir a la llei de protecció per fallida després de cinc mesos de paralització a les seves línies d'assemblatge.
Al desembre de 2011, Saab Automobile es va declarar oficialment en fallida. No obstant això, Saab Parts AB seguiria existint de forma solvent per cobrir el mercat de recanvis i solucions tècniques.
Finalment, el 2012, National Electric Vehicle Sweden AB, el grup format per la companyia xinesa d'energies renovables National Modern Energy Holdings i el fons d'inversions japonès Sun Investment, va adquirir Saab després d'un interminable procés de licitacions i se centrarà en el desenvolupament de vehicles elèctrics, utilitzant tecnologies japoneses.
El desembre del 2013, i després de dos anys sense fabricar, va començar de nou la producció de la seva nova berlina 9-3 amb un únic motor disponible de benzina, (2.0T 220cv), a la factoria de Trollhättan (Suècia), orientant la seva producció cap al mercat asiàtic amb una producció limitada.